# Лицо, принимающее решение
Лицо, принимающее решение (ЛПР) в теории принятия решений, исследовании операции, системном анализе — субъект решения (командир, начальник, менеджер и так далее), наделённый определёнными полномочиями и несущий ответственность за последствия принятого и реализованного управленческого решения.
ЛПР — один или несколько человек (коллектив), на которых лежит ответственность за принятое решение. Примеры:
председатель правления, совет директоров.
Наряду с ЛПР (человеком, фактически выбирающим наилучший вариант действий) можно выделить владельца проблемы — того, кто должен решать проблемы и нести за это решение ответственность, причём, роли ЛПР и владельца проблемы могут принадлежать разным людям.

## Индивидуальное принятие решений
Необходимые отличительные черты:
- высокий уровень компетентности;
- достаточный объём полномочий;
- инновационность идей и предложений;
- опыт;
- интуиция;
- профессиональные навыки.

В случае перегрузки индивидуального ЛПР (при решении сложных или нечётко сформулированных задач сопровождающихся недостатком информации, времени) к разработке управленческих решений могут привлекаться внешние специалисты — консультанты.

## Групповое принятие решений
Отличительной чертой группового (коллективного) ЛПР является применение опыта, знаний и информации, которыми обладают специалисты для выработки решения, использующие либо разные знания в отношении решаемой проблемы, либо различные восприятия проблемы.
Коллективная интерпретация проблемы обеспечивает её более полное и точное описание, повышая вероятность выработки более эффективного решения. Кроме того, коллективно выработанное решение считается в организации более предпочтительным, чем индивидуальное, что облегчает процесс его реализации.
Однако деятельность группового ЛПР сопряжена с повышенными затратами времени на формирование группы, выявление и согласование многих точек зрения относительно определённой проблемы. Чем многочисленнее группа, чем больше времени уходит на координацию её работы, тем более длителен период выработки решения.
Существенным недостатком коллективного решения является «размытость» границ ответственности как за принятие конечного решения, так и за последствия его реализации.